# Satin Doll
Satin Doll è un famoso standard jazz scritto da Billy Strayhorn, Duke Ellington con parole di Johnny Mercer nel 1953, registrata e cantata innumerevoli volte  da famosi cantanti quali  Billy Eckstine,   Ella Fitzgerald, Frank Sinatra e Nancy Wilson.
Johnny Mercer, che fu uno dei più famosi parolieri d'America (oltre che cofondatore della Capitol Records all'inizio degli anni 40) scrisse il testo di Satin Doll dopo che il pezzo aveva già acquisito una certa notorietà come brano strumentale.
Il brano segue la forma tradizionale della canzone di 32 battute AABA: dalla tonalità di Do maggiore d'impianto, sapientemente ritardata fino alle ultime due battute di A attraverso l'uso particolare della progressione II-V-I, modula poi a fa maggiore nella B. 
Come per molti dei brani attribuiti a Duke Ellington, anche per Satin Doll si è speculato che la composizione sia da attribuirsi a Billy "Sweet Pea" Strayhorn, un pianista che si unì alla band di Ellington nel 1939, quando aveva solo 22 anni divenendo il più stretto collaboratore di Ellington e militando nella sua formazione per 25 anni, fino alla sua scomparsa.

## Altre versioni
- Bill Doggett – Salute to Duke Ellington (1959)
- Peggy Lee / George Shearing –  Beauty And The Beat! (1959)
- The Coasters – One by One (1960)
- Harry James – Harry James...Today (1960)
- McCoy Tyner – Nights of Ballads & Blues (1963)
- Chicago - Chicago VIII (1974)
- Oscar Peterson / Clark Terry – Oscar Peterson & Clark Terry (1975)
- Joe Sample – The Three (1975)
- Dewey Redman – African Venus (1992)
- Dave Grusin - Homage to Duke (1993)
- Dr. John – Duke Elegant (1999)
- Hank Jones – Someday My Prince Will Come (2002)